# Dongkuk Steel
Dongkuk Steel é um conglomerado industrial sul coreano que atua em ramos como aço, construção civil.

## Competidores
- Hyundai INI Steel
- POSCO
- Korea Iron & Steel Co., Ltd.
- Hyundai Hysco
- BNG Steel
- Dongbu Steel
- Sinhwa Steel